# Setra

Il vecchio logo di Setra

Setra, fino al 1995 Kässbohrer Setra, è un'azienda tedesca che produce autobus; fa parte del gruppo EvoBus di proprietà della Daimler AG insieme a Mercedes-Benz.

## Storia
Nel 1907 Karl Kässbohrer avviò la produzione di veicoli industriali ad Ulma. Primo esemplare fu un furgone combinato, con cassone e copertura in tela. Utilizzato normalmente per il trasporto di barili di birra della Zur Kalten Herberge, si trasformava alla domenica in autobus per gite turistiche, estraendo dal fondo del cassone le panche con schienale ribaltabile.
Quattro anni dopo, nel 1911 realizzò il primo autobus di linea, anche questo su telaio Saurer, con una capacità di 18 passeggeri. Ne venne costruito solo un secondo esemplare per l'azienda dei trasporti di Ulm, ma entrambi vennero poi requisiti a scopo militare con l'avvento della prima guerra mondiale. Dopo la crisi economica mondiale del 1929, l'assetto dell'azienda fondata da Karl Kässbohrer, morto nel 1922, vide i figli impegnati in altrettanti fronti: Karl junior si dedicò alla produzione di allestimenti di autocarri e rimorchi, mentre Otto agli allestimenti di autovetture ed autobus. Di quest'ultimo fu l'idea di un'auto da corsa del 1928, con struttura autoportante e carrozzeria in alluminio, realizzata sulla base della Lancia Lambda.
Quello stesso anno fu realizzato, sulla base di una autovettura Mercedes, un allestimento a tre file di sedili, a cui seguì un anno dopo una versione più grande su un telaio di 20 quintali, ampie finestre laterali con vetri scorrevoli a manovella, tetto apribile a scorrimento con vetratura bombata sui lati. Negli anni trenta i lussuosi autobus Kässbohrer erano equipaggiati con poltrone reclinabili, toilette, cucina e radiodiffusione, nonché dell'originale "riscaldamento Aurora" progettato assieme all'omonima azienda di Lipsia utilizzando come fonte di calore un liquido apposito.
A partire dal 1935 iniziò la produzione degli "autobus aerodinamici", con cabina avanzata, spigoli arrotondati, parabrezza obliquo e cristalli bombati. Quindi, nel 1939, Kässbohrer realizzò l'autobus più grande al mondo per quei tempi: un articolato da 18,7 metri trainato da un trattore Mercedes Lz 8000, con 120 posti a sedere più altri 50 in piedi. In quell'anno la fabbrica di Ulm contava circa mille dipendenti e iniziò una fase di ulteriore espansione. Fino al 1944 quando, in pieno conflitto bellico, i bombardamenti su Ulm distrussero quasi completamente gli impianti.
Cessata la guerra, Otto Kässbohrer ripartì con la progettazione nel 1950 di un autobus con carrozzeria autoportante e motore posteriore, presentato con il nome di Setra S 8 al Salone dell'automobile del 1951. Il primo esemplare pesava 50 quintali, con un carico utile di 37, consumava 19 litri di gasolio ogni 100 chilometri e poteva superare pendenze del 30 per cento. A spingerlo era un 6 cilindri 512 Dg Henschel da 5,4 litri di cilindrata, con una potenza di 95 cavalli. Innovativo anche il sistema frenante, a cui si aggiungevano il freno motore ed il freno a mano.
Con questo modello, dopo anni di produzione artigianale, si ebbe l'inizio anche della vera produzione industriale e la fondazione della vera e propria azienda "Setra", il cui termine deriva dalla parola tedesca "Selbsttragend" che significa "autoportante".
Altra tappa della storia Kässbohrer fu la realizzazione del primo autosnodato autoportante d'Europa nel 1959 con il Setra SG 165.
Complessivamente, l'azienda di Ulm annovera nella sua storia cinque serie di autobus, la prima delle quali comprende le produzioni fino al 1959, a cui seguirono la Serie 000 e la Serie 100 fino al 1976, la Serie 200 fino al 1995 (TopClass), quindi la Serie 300 fino al 2001 (TopClass), al 2004 (ComfortClass), al 2006 (MultiClass) (con 23 000 unità vendute) quando debutta la TopClass 400, successivamente affiancata dalla ComfortClass 400 nel 2004 e dalla MultiClass 400 nel 2006 (compresi i modelli a pianale ribassato NF).
Al salone di Courtrai dell'ottobre 2007 viene presentato il restyling tecnico-estetico della TopClass 400.
Al salone di Courtrai dell'ottobre 2009 viene presentato il restyling tecnico-estetico della ComfortClass 400.
Allo IAA di Hannover del 2012 viene presentata la nuova ComfortClass 500, mentre l'anno seguente esce sul mercato la TopClass 500.
Nel 2013 Setra aveva in produzione i modelli Multiclass 400, Comfortclass 500 e Topclass 500, disponibili con diversi allestimenti e lunghezze.

## Modelli

### I primi Setra (dal 1951 al 1959)
I primi modelli di Setra sono stati gli S 6, S 7, S 8, S 9, S 10 e gli S 11.

### Serie 000 e 100 (1959-1976)
- Modelli standard: S 80, Ü 80, S 100, S 100 H, S 120, S 120 EV, S 120 H, S 125, S 125 H, S 130, S 130 S, S 130 H, S 140 ES, S 140 H, S 150, S 150 H.

- Modelli articolati: SG 165, SG 175, SG 180, SG 180 M, SG 180 S, SG 180 Ü, SG 180 ÜL.

- Minibus: ST 110.

### Serie 200 (1975-1995)
- TopClass (dal 1975 al 1991): S 215 HD, S 215 HDH, S 215 HDH-2, S 215 HDH-3, S 215 HDI, S 215 HDS, S 216 HDS, S 216 HDSI, S 217 HDH, S 221 HDS (articolato), S 228 DT (a due piani), S 228 DTI (a due piani).
- ComfortClass (dal 1975 al 1995): S 213 HUL, S 213 RL, S 213 UL (costruito per la posta Svizzera e per l'esercito federale tedesco), S 215 HUL, S 215 NR, S 215 RL, S 215 SL, S 215 UL, S 217 NR, S 213 HMI, S 213 HMU, S 215 HM, S 215 HMI, S 215 HMU, S 215 HU, S 213 HR, S 215 HR, S 215 HR-GT, S 215 HRI-GT. Ci sono anche dei modelli articolati ComfortClass, ovvero SG 219 SL, SG 220 UL e SG 221 UL.
- MultiClass (dal 1975 al 1995): S 200, S 208 H, S 208 HM, S 208 HMU, S 208 HU, S 209 H, S 209 HM, S 209 HMU, S 209 HU, S 210 H, S 210 HD, S 210 HI, S 210 HM, S 210 HMU, S 210 HU, S 211 H, S 211 HD, S 211 HDI, S 211 HDU, S 211 HI, S 211 HM, S 211 HMU, S 211 HU, S 212 H, S 212 HM, S 212 HMU, S 212 HU, S 213 H, S 213 HDU, S 213 HI, S 213 HM, S 213 HMA (Alpino), S 213 HMI, S 213 HMU, S 214 H, S 214 HD, S 214 HDI, S 214 HDU, S 215 HI.

### Serie 300 (1991-2006)
- TopClass (dal 1991 al 2002): S 300 NC, S 315 NF, S 319 NF, S 328 DT.
- ComfortClass (dal 1995 al 2004): S 313 UL, S 313 UL-GT, S 315 UL, S 315 UL-GT, S 316 UL, S 317 UL, S 317 UL-GT, S 319 UL, S 319 UL-GT, S 315 HD, S 315 HDH, S 315 HDH/2.
- MultiClass (dal 1995 al 2006): SG 321 UL, SG 321 UL-GT.

### Serie 400 (2001-2013)
- TopClass (dal 2001 al 2013): S 411 HD, S 415 HD, S 415 HDH, S 416 HDH, S 417 HDH, S 431 DT.

- ComfortClass (dal 2004 al 2012): S 415 GT, S 415 GT-HD, S 416 GT, S 416 GT-HD, S 416 GT-HD/2, S 417 GT-HD, S 419 GT-HD.

- MultiClass (dal 2006): S 412 UL, S 412 UL-GT, S 415 UL, S 415 LE, S 415 H, S 415 NF, S 416 UL, S 416 H, S 416 NF, S 417 UL, S 418 LE, S 419 UL.

### Serie 500 (2013 - presente)
- TopClass (dal 2013): S 515 HDH, S 516 HDH, S 517 HDH. Solo per il modello S 531 DT, dal 2018.

- ComfortClass (dal 2012): S 511 HD, S 515 HD, S 515 MD, S 516 HD, S 516 HD/2, S 516 MD, S 517 HD.
- MultiClass: S 510 LE, S 515 LE, S 516 LE, S 518 LE

## Galleria di immagini

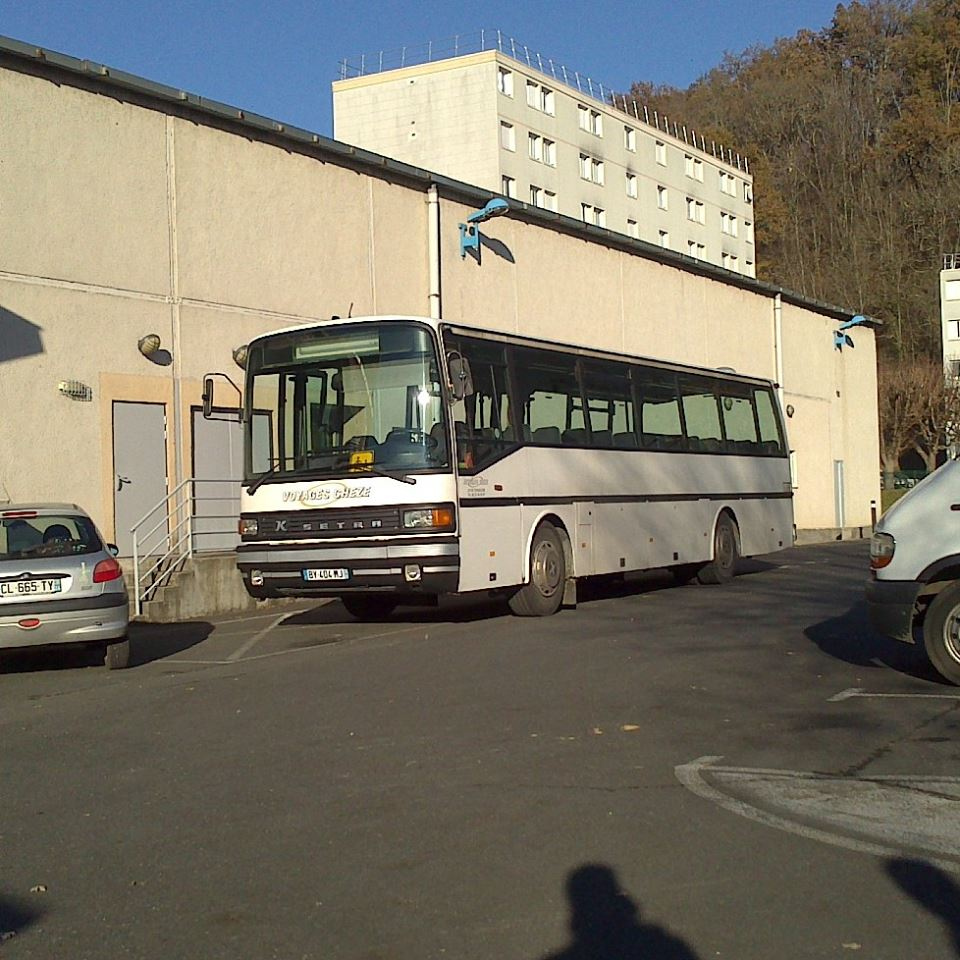
Un Setra S 213 UL
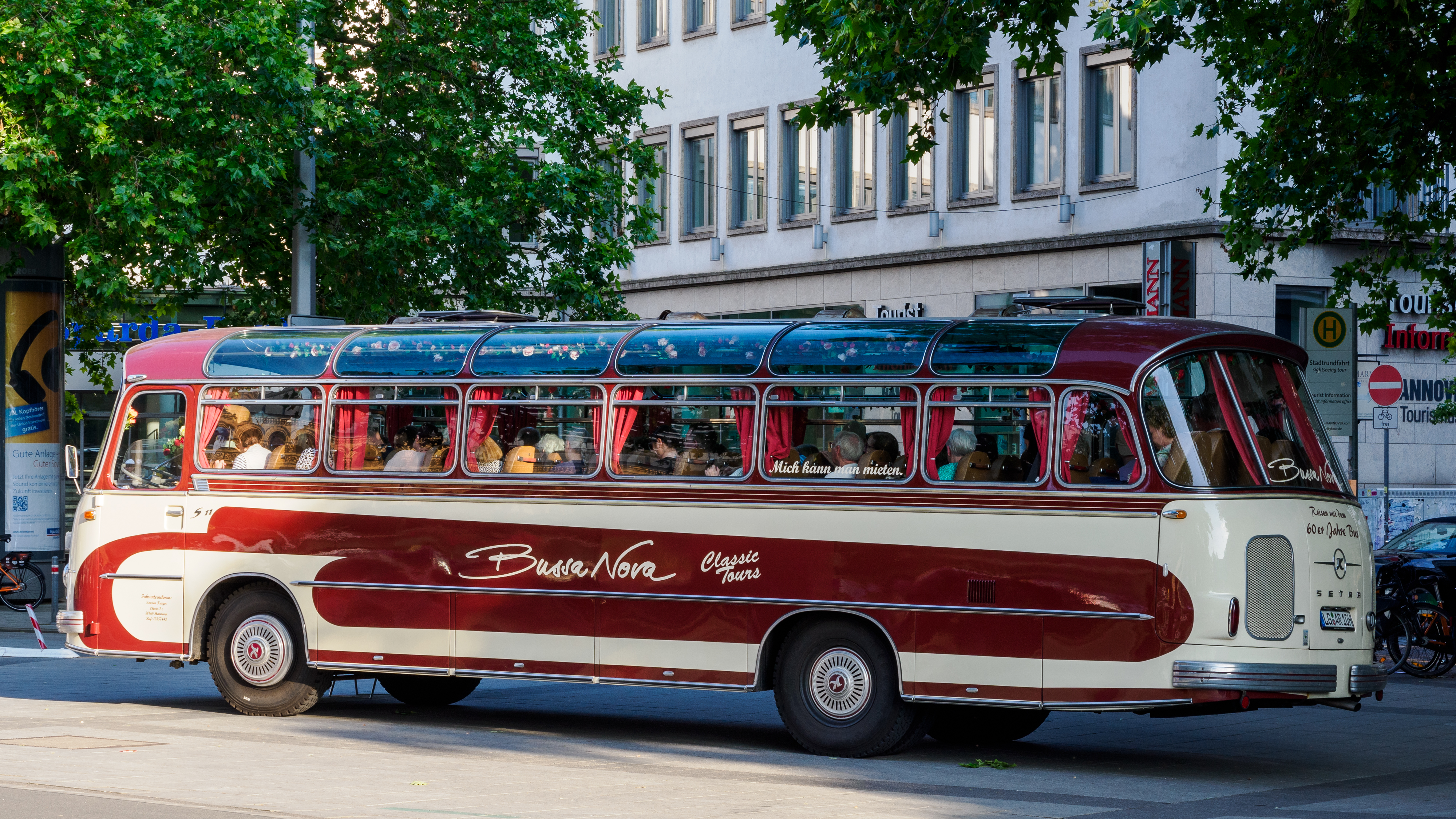
Un Setra S 11
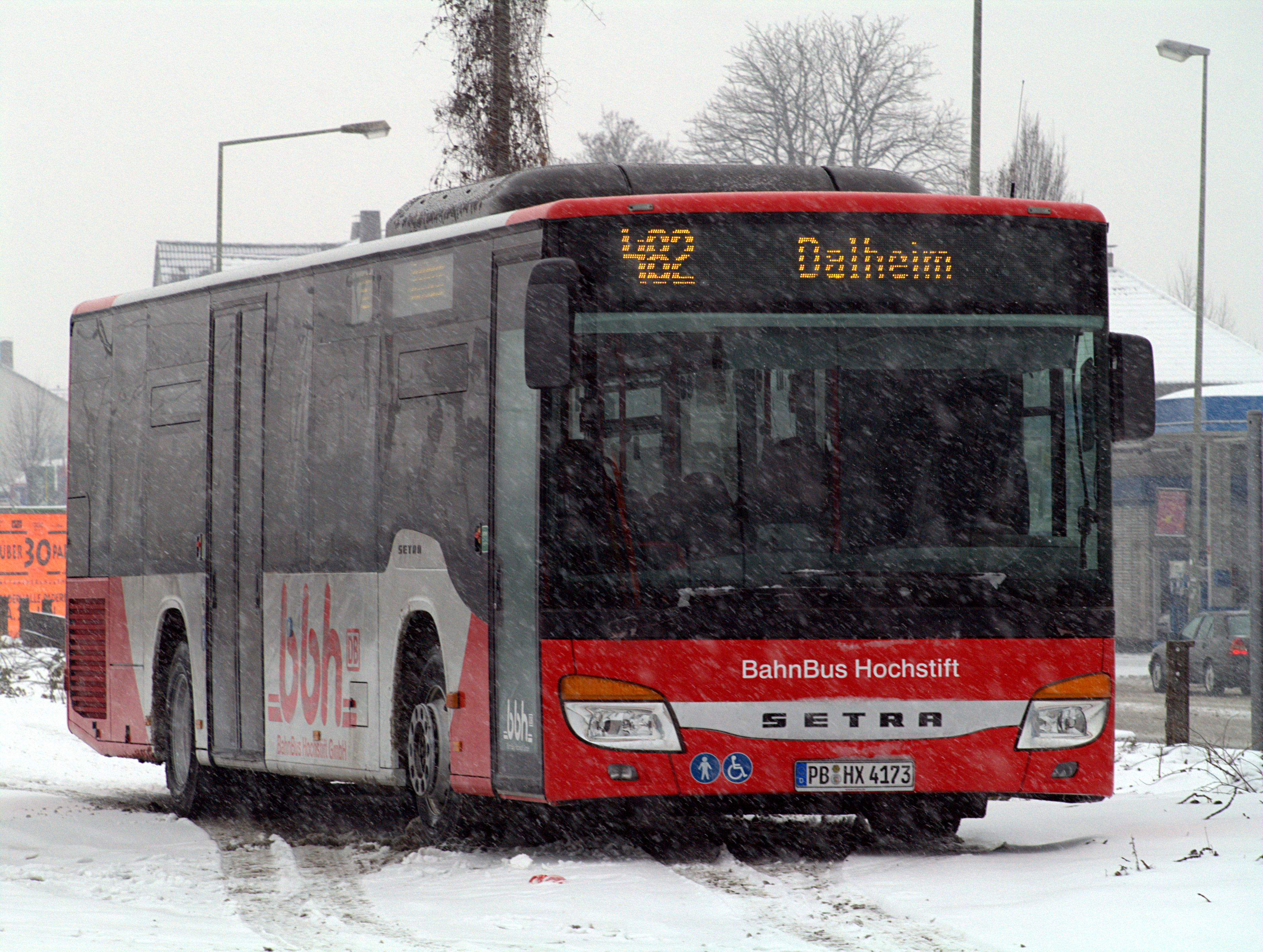
Un Setra S 415 NF
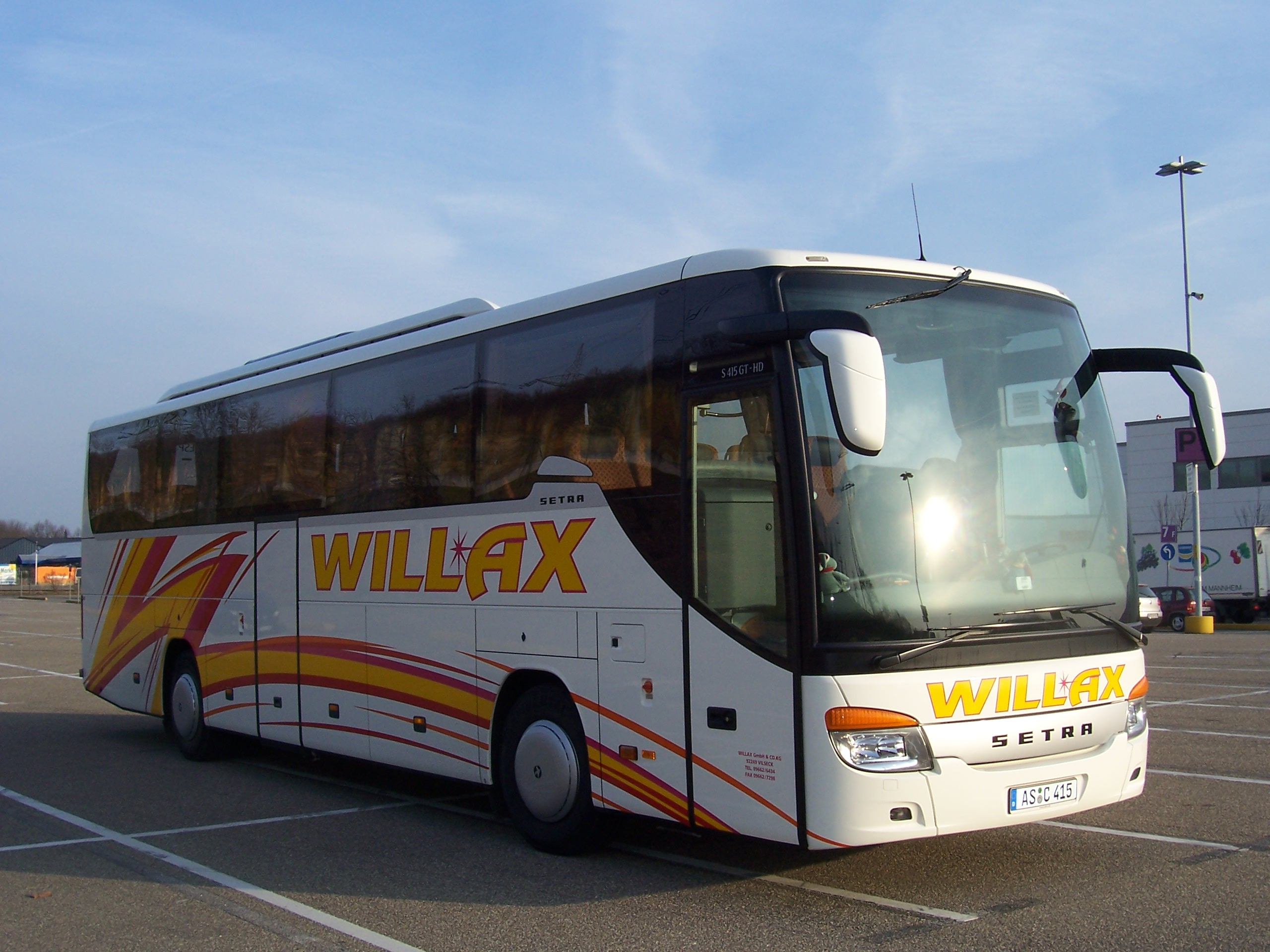
Un Setra S 415 GT-HD
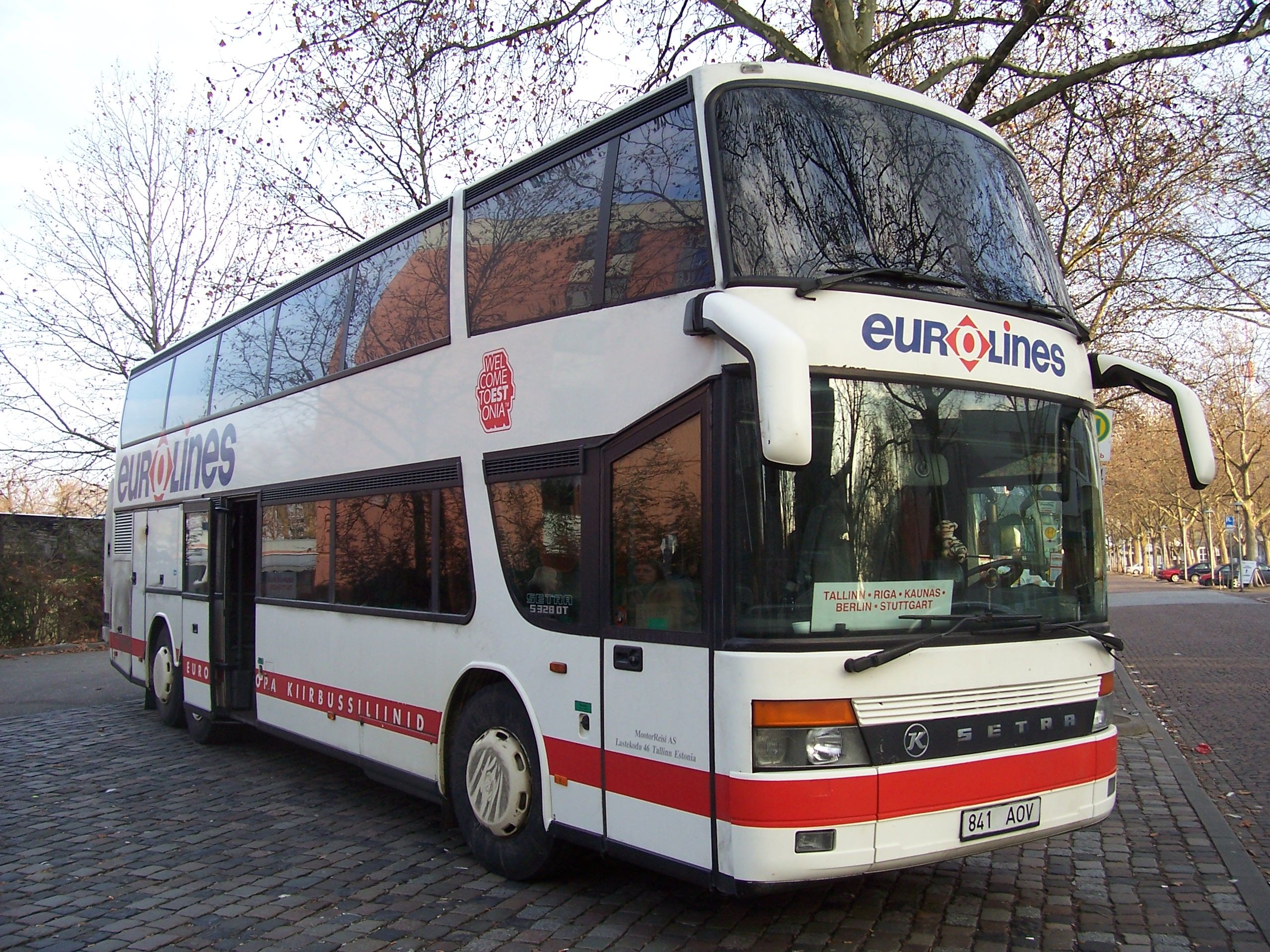
Un Setra S 328 DT
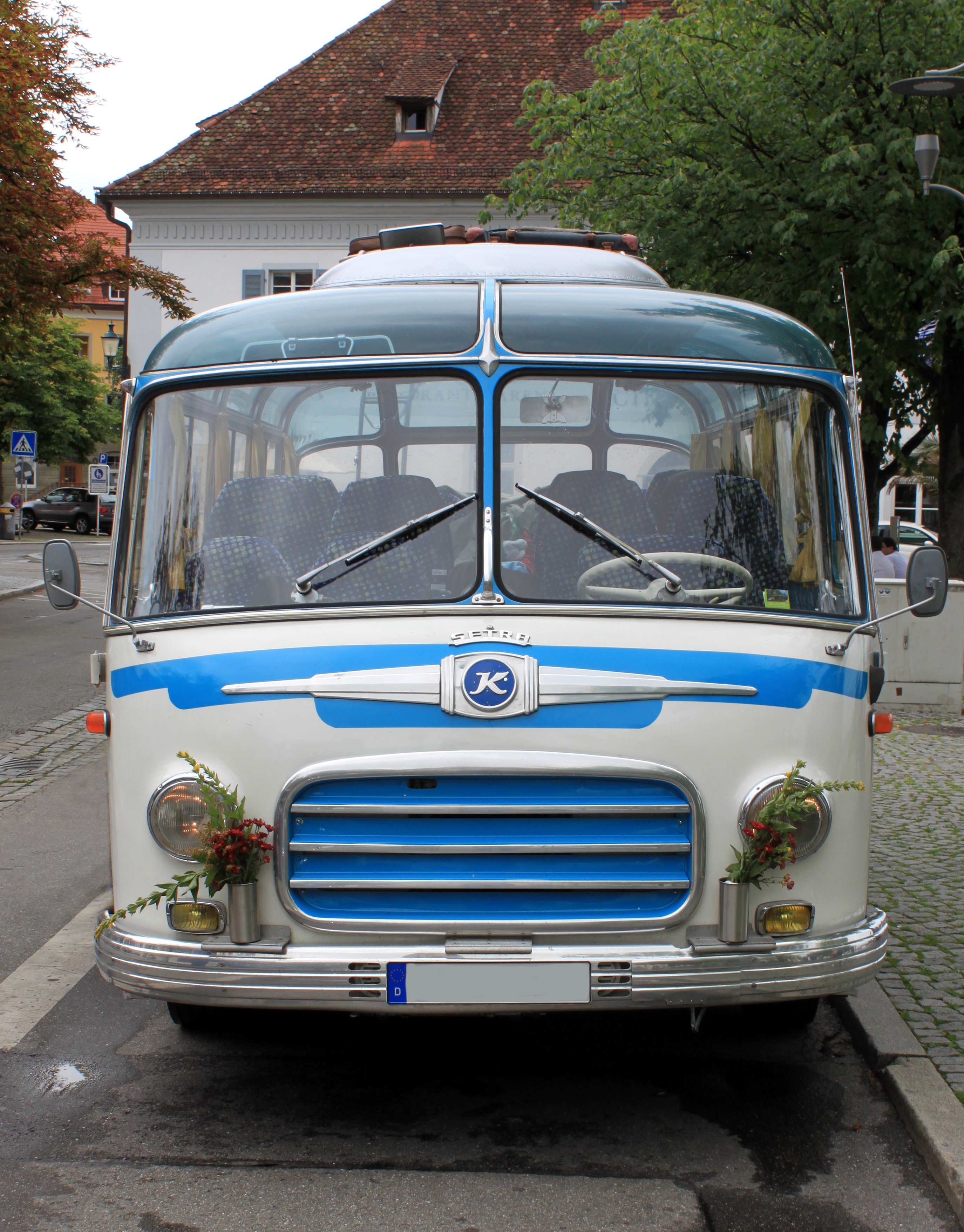
Frontale di un Setra S 6
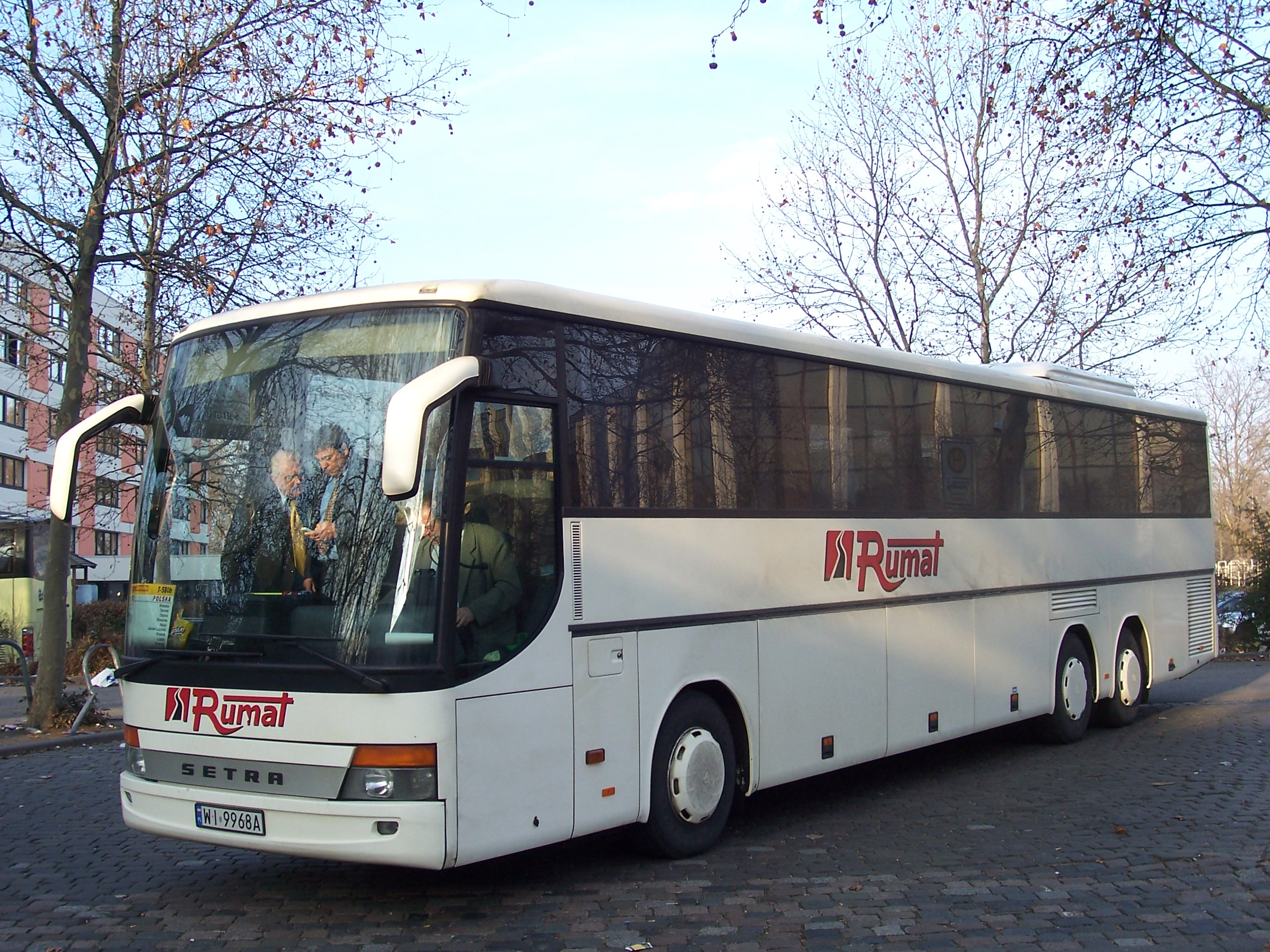
Un Setra S 317 GT-HD a 3 assi
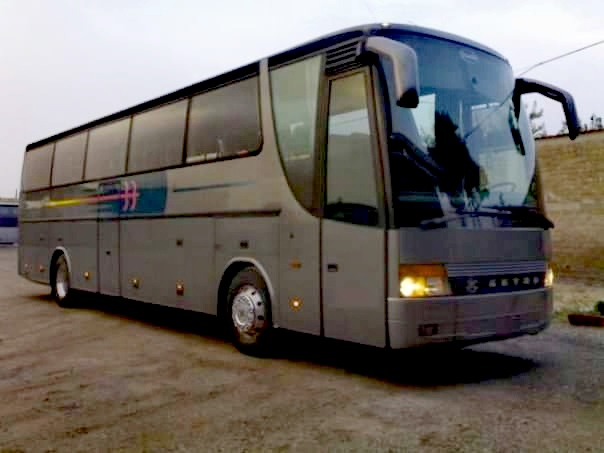
Un Setra S 315 HDH a due assi
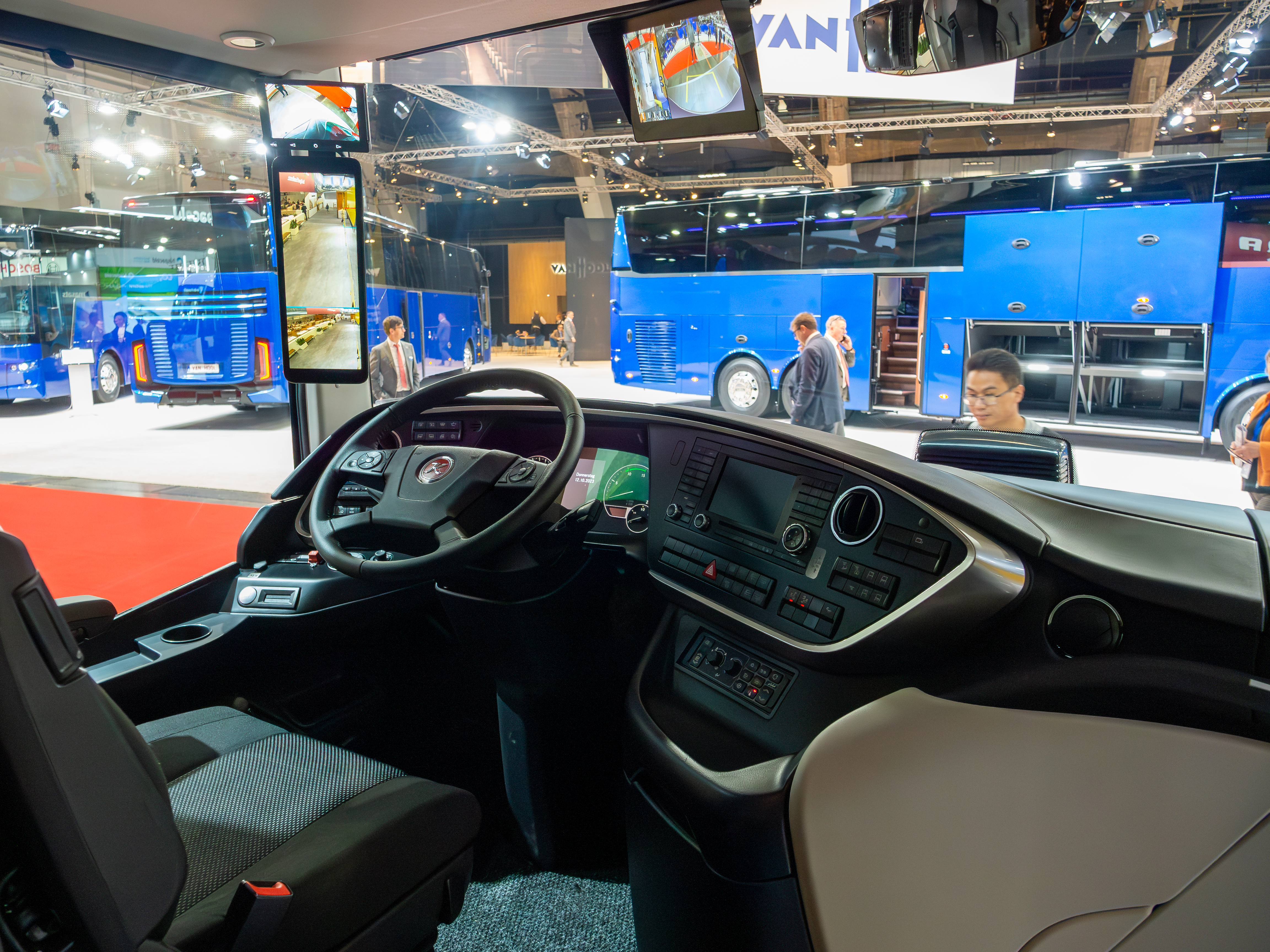
Interni di un Setra S 531 DT al Busworld Europe 2023
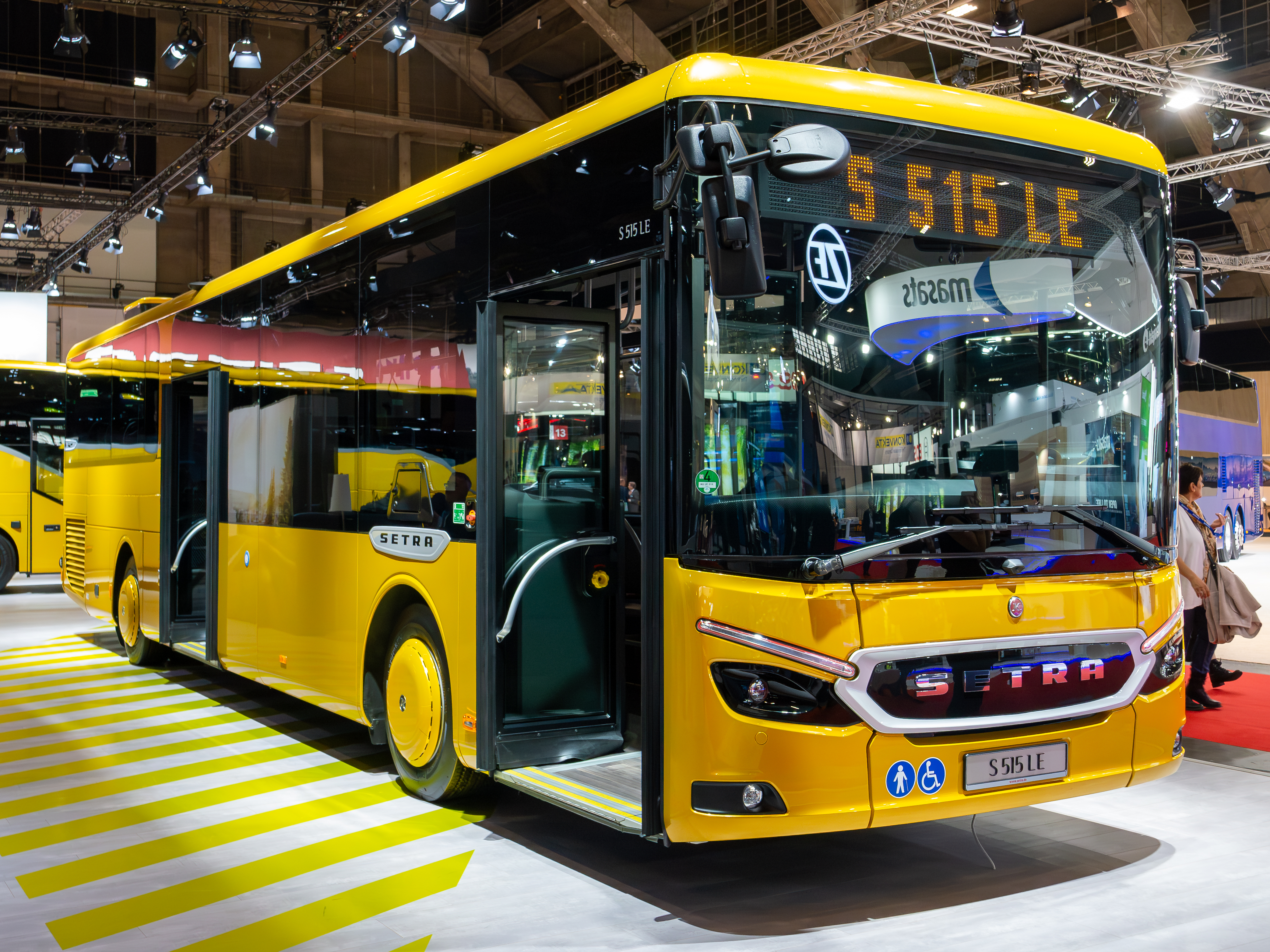
Un Setra S 515 LE al Busworld Europe 2023